# Picada Café
Picada Café (no idioma alemão regional: Kaffeeschneiss) é um município brasileiro do estado do Rio Grande do Sul.